# Adrián Mora
Artikeln följer den spanska namnseden; faderns efternamn är Mora och moderns efternamn Barraza.
Adrián Mora Barraza, född 15 augusti 1997, är en mexikansk fotbollsspelare som spelar för Juárez, på lån från Toluca.
Han blev olympisk bronsmedaljör i fotboll vid sommarspelen 2020 i Tokyo.